# Santiago Ramírez (teólogo)
Santiago María Ramírez Ruíz de Dulanto, O.P., (Samiano, Burgos, 25 de julio de 1891 - Salamanca, 18 de diciembre de 1967) fue un sacerdote dominico español, filósofo, teólogo y experto tomista. Participó en el Concilio Vaticano II.

## Biografía

### Primeros años y formación
Santiago Ramírez de Dulanto nació en Samiano el 25 de julio de 1891, en el seno de una humilde familia de labradores. En 1906 su padre lo envía a Treviño para que estudie humanidades en la Preceptoría a cargo del Arcipreste-Párroco Juan Villoldo. Terminó esos estudios en el sorprendete plazo de un año y medio, llegando a dominar el latín. En 1908, a los 17 años, ingresa en el Seminario de Logroño. Allí cursa tres años de filosofía (1908-1911), obteniendo la máxima calificación (meritissimus) en todas las asignaturas.
Terminados sus estudios de filosofía en Logroño, decide entrar en la Orden de Predicadores. Se dirige al noviciado de Corias y allí recibe el hábito el 15 de agosto de 1911 y realiza la profesión simple el 16 de agosto de 1912, después de lo cual es enviado a cursar Teología en el Teologado del Convento de San Esteban de Salamanca. Permaneció en ese centro solamente un curso (1912-1913), pues sus superiores deciden enviarlo a continuar sus estudios teológicos en la Universidad Pontificia de Santo Tomás de Aquino (entonces Colegio Internacional Angelicum) de Roma (1913-1917).
En la Ciudad Eterna tuvo como profesores a algunos de los más acreditados pensadores tomistas de la época: E. Hugon, O.P., R. Garrigou-Lagrange, O.P., T. Pégues, O.P., A. Zacchi, O.P., etc. En 1914 recibe la tonsura, en 1915 emite los votos solemnes y en 1916 es ordenado sacerdote. Obtiene la máxima calificación en todas las asignaturas y en 1917 tuvo el examen de Lector (el doctorado en la Orden de Predicadores) obteniendo, de nuevo, la máxima calificación con la disertación De quidditate Incartationis. 

### Vida religiosa y docente
Prueba de la estima de que gozaba en el Colegio Internacional Angelicum fue su nombramiento como profesor de filosofía nada más terminar sus estudios teológicos. Tres años permanecerá en el Angelicum enseñando las asignaturas de Lógica, Crítica, Ontología, Cosmología, Psicología e Historia de la Filosofía Moderna.
En 1920, ante la necesidad de «reforzar el cuadro de profesores de Teología del Studium Generale de San Esteban de Salamanca» es enviado a la ciudad del Tormes para hacerse cargo de las asignaturas de Introducción a la Teología, y Teología fundamental (Apologética y De Ecclesia). Además, imparte un curso de Teología dogmática (De Verbo Incarnato y De sacramentis). En esta época escribe De analogia secundum doctrinam aristotelico-thomisticam (1921-1922) y comienza la redacción del De ipsa philosophia in universum secundum doctrinam aristotelico-thomisticam (1922-1924).  En 1923 es enviado como profesor de Teología moral especulativa a la Universidad de Friburgo, donde permanecerá impartiendo esta asignatura hasta 1945.
Durante su estancia en Friburgo tuvo lugar su sonada polémica con Maritain sobre el valor científico de la ética en el estado actual de naturaleza caída. La disputa académica se desarrolló de la siguiente manera: Maritain publicó el libro De la phisosophie chrétienne (1933), en el que sostenía que en el estado actual no es posible una ética filosófica al margen de la teología. El director de Bulletin Thomiste pidió al P. Ramírez una recensión sobre la obra del filósofo francés, que fue publicada en 1935 y en la que Ramírez defiende el valor científico de la ética aun en el estado actual de naturaleza caída. Maritain contestó a Ramírez en la misma revista (1935) y el dominico español hizo lo propio en el mismo número (1935). Maritain volvió a la carga con su obra Science et sagesse (1935), a la que contesta Ramírez con el artículo De Philosophia Morali Christiana. Responsio quaedam responsionibus “completis et adaequatis” Domini Jacobi Maritain, publicado en la revista Divus Thomas de Friburgo (1936). Maritain «terminó apelando a la caridad». En defensa de Maritain salieron el P. Charles Journet (futuro cardenal), el historiador de la Filosofía Étienne Gilson y otros. Al primero de éstos le contestó Ramírez en otro artículo publicado en la revista Divus Thomas (1936).
En 1940, estando en Friburgo, le ofrecen la cátedra de Metafísica de la Universidad Central (actual Universidad Complutense de Madrid), pero Ramírez la rechaza. En 1945 regresa a España por mandato del Maestro General de la Orden para asumir la dirección del Instituto “Luis Vives” de Filosofía del CSIC -sucediendo el recientemente fallecido Fr. Manuel Barbado Viejo, O.P.-, cargo al que renuncia en 1947. Ese mismo año es nombrado regente de estudios de la Provincia dominicana de España y presidente de la recién erigida Facultad Teológica de San Esteban, en la que impartirá varios cursos. También ejerce como profesor en la Universidad Pontificia de Salamanca.
En esta época salamantina participa en otra polémica que le dará a conocer más allá del mundo académico: se trata de su disputa con los discípulos de Ortega. En 1958 publica su obra La filosofía de Ortega, que pretende ser una exposición del pensamiento del autor y un análisis crítico del mismo a partir de la filosofía tradicional y de la teología católica. Este libro fue profundamente alabado por el arzobispo de Toledo, Enrique Pla y Deniel. Inmediatamente salen a la palestra algunos discípulos de Ortega para desacreditar la obra de Ramírez. El primero fue Laín Entralgo con un artículo en la revista Cuadernos Hispanoamericanos (1958), el segundo el P. Félix García, O.S.A., con un artículo anónimo titulado Un libro sobre Ortega, y el tercero fue José Luis Aranguren con el opúsculo La ética de Ortega. A los tres les contesta Ramírez con la obra, escrita en 15 días, ¿Un orteguismo católico? Diálogo amistoso con tres epígonos de Ortega, españoles, intelectuales y católicos (1958). Poco después sale a la luz un libro de Julián Marías contra la obra de Ramírez. El sabio dominico le contesta con el libro La zona de seguridad. «Reencontre» con el último epígono de Ortega (1959). Pasados 24 años de aquella polémica, Estanislao Cantero pudo escribir: «El P. Ramírez, de manera incontrovertible, que no incontrovertida, demostró que las ideas filosóficas de Ortega eran incompatibles con la fe y doctrina católica».
Con la convocatoria del Concilio Vaticano II es nombrado miembro de la Comisión Central Preparatoria (1960). Una vez iniciada la asamblea, ejerce como perito (1962-1965) en la Comisión Teológica del Concilio. Además, el Maestro General de la Orden, P. Aniceto Fernández, O.P., lo tiene como principal asesor. Tal era su fama que consta que el Papa Pablo VI le hizo llamar con urgencia para asesorarse sobre una cuestión teológica delicada. Se opuso con erudición a Karl Rahner en el seno de la Comisión Teológica (especialmente en las cuestiones relativas a la Revelación), causando la admiración del cardenal Ottaviani. A pesar del mucho trabajo que le supuso la actividad del Concilio, pudo publicar en esta época obras notables: La esencia de la esperanza cristiana (1960), Deberes morales para con la Comunidad Política (1962) y De ordine placita quaedam thomistica (1963).
Concluido el Concilio Vaticano II publica su obra De Episcopatu ut Sacramento Deque Episcoporum Collegio (1966), en la que expone el modo como deben ser entendidas, conforme al Magisterio precedente y a la doctrina de Santo Tomás de Aquino, las enseñanzas del Concilio sobre la sacramentalidad episcopal y la naturaleza del Colegio de los obispos.
Murió el 18 de diciembre de 1967 aquejado de una penosa enfermedad, no sin antes confiar los manuscritos de sus obras a su discípulo y hermano de hábito el P. Victorino Rodríguez, O.P., y abandonarse a la voluntad de Dios.  
Perteneció a la estirpe de dominicos estrictamente tomistas que se formó en torno al Convento de San Esteban de Salamanca en la primera mitad del siglo XX, junto a los padres Guillermo Fraile, Victorino Rodríguez, Vicente Beltrán de Heredia, Teófilo Urdánoz, Manuel Cuervo, Alonso Lobo, Antonio Royo Marín, Aniceto Fernández Alonso, Venancio Carro, Francisco Pérez Muniz, etc.

## Títulos honoríficos
En el momento en que le sobrevino la muerte (1967) poseía los siguientes títulos honoríficos:
- Maestro en Sagrada Teología, que era el más alto título académico que concedía la Orden de Predicadores.
- Socio de la Pontificia Academia de Santo Tomás de Roma.
- Miembro de la Pontificia Academia Romana de Teología.
- Profesor honorario de la Universidad de Friburgo.
- Miembro de la UNESCO en representación de España.
- Presidente Honorario del Instituto "Luis Vives" de Filosofía del CSIC.

## Obra

#### Libros:[23]
- De analogia secundum doctrinam aristotelico-thomisticam. Madrid, 1921-1922. Separata de la Ciencia Tomista.
- De ipsa philosophia in universum secundum doctrinam aristotelico-thomisticam. Madrid, 1922-1924. Separata de la Ciencia Tomista. Ha sido parcialmente traducido al castellano bajo el título El concepto de filosofía (Madrid, Edit. León, 1954) por Jesús García López.
- De certitudine spei christianae. Salamanca, 1936. Separata de la Ciencia Tomista.
- De spei christianae fideique divinae mutua dependentia. Fribourg, 1940. Separata de Divus Thomas Friburgensis.
- De hominis beatitudine, vol. I. Salamanca, 1942.
- De hominis beatitudine, vol. II. Salamanca, 1943.
- De hominis beatitudine, vol. III. Salamanca, 1947.
- Introducción General a la Suma Teológica de Santo Tomás de Aquino. Madrid, Biblioteca de Autores Cristianos, 1947.
- Doctrina política de Santo Tomás. Madrid, Instituto León XIII, 1951.
- De auctoritate doctrinali Sancti Thomae Aquinatis. Salamanca, 1952.
- El Derecho de Gentes. Madrid, Ed. Estudium, 1955.
- Introducción al tratado de la prudencia de la Suma Teológica de Santo Tomás. Madrid, Biblioteca de Autores Cristianos, 1956.
- Pueblos y Gobernantes al servicio del Bien Común. Madrid, Euroamérica, 1956.
- La filosofía de Ortega y Gasset. Barcelona, Herder, 1958.
- ¿Un orteguismo católico? Diálogo amistoso con tres epígonos de Ortega, españoles, intelectuales y católicos. Salamanca, 1958.
- La zona de seguridad. "Rencontre" con el último epígono de Ortega. Salamanca, 1959.
- Teología nueva y teología. Madrid, Atenas, 1958.
- Ortega y el núcleo de su filosofía. Madrid, Punta Europa, 1960.
- La esencia de la esperanza cristiana. Madrid, Punta Europa, 1960.
- Deberes morales con la comunidad nacional y con el Estado. Madrid, 1962. Separata de Anales de moral social y económica.
- De ordine placita quaedam thomistica. Salamanca, 1963.
- De Episcopatu ut Sacramento deque Episcoporum Collegio. Salamanca, 1966.

#### Artículos:[24]
- "El mérito y la vida mística", en La Vida Sobrenatural 2 (1921) 94-103, 171-180.
- "De propria indole philosophiae Sancti Thomae Aquinatis", en Xenia Thomistica, Romae, 1923.
- "¿Qué es un tomista?", en La Ciencia Tomista 27 (1923).
- "Gracia", en Enciclopedia Universal Ilustrada, ESPASA, tomo 26, p. 1925.
- "Tradición", en Enciclopedia Universal Ilustrada, ESPASA, tomo 63, p. 1928.
- "Trinidad", en Enciclopedia Universal Ilustrada, ESPASA, tomo 64, p. 1928.
- "Triteísmo", en Enciclopedia Universal Ilustrada, ESPASA, tomo 64, p. 1928.
- "Verbo", en Enciclopedia Universal Ilustrada, ESPASA, tomo 67, p. 1929.
- "Porqué debemos honrar a Santo Tomás", en El Santísimo Rosario 38 (1923), 389-392.
- "Jean de Saint-Thomas. Biographie, doctrine, bibliographie", en Diccionnaire de Théologie Catolique. Tome 8.
- "De philosophia morali christiana", en Divus Thomas Frib. 4 (1936).
- "Doctrina Sancti Thomae Aquinatis de distinctione inter habitum et dispositionem", en Estudia Anselminana Miscelanea Gredt Oblata, Roma, 1938.
- "Sermo ad Fratres", en Acta Cap. Prov. Provinciae Hispaniae, 1946, p. 51-58.
- "La Facultad Teológica de San Esteban en Salamanca". Salamanca, 1948.
- "Hacia una renovación de nuestros estudios filosóficos", en Estudios Filosóficos 1 (1952).
- "La Eucaristía y la paz", en La Ciencia Tomista 79 (1952).
- "The authority of St. Thomas Aquinas", en The Thomist 15 (1952).
- "La Eucaristía y la Paz individual en la Teología de Santo Tomás de Aquino", en XXXV Congreso Eucarístico Internacional. Barcelona, 1952.
- "Prólogo a la Psicología General de E. Brennan". Madrid, Morota, 1952.
- "El misterio de la Redención", en La Ciencia Tomista 80 (1953).
- "En torno a un famoso texto de Santo Tomás sobre la analogía", en Sapientia 8 (1953).
- "San Alberto Magno y la filosofía del Derecho de Gentes", en Estudios Filosóficos 2 (1953).
- "La magnanimidad", en Lumen 3 (1954).
- "El Derecho de Gentes según Santo Tomás", en Estudios filosóficos 3 (1954).
- "Filosofía y Filología", en Arbor 19, noviembre de 1955.
- "Patriotismo y civismo", en Civismo Supranacional, Madrid, 1958.
- "Teología viva y vida teologal", en Orbis Catholicus, 1959.
- "The impact of Theology", en The Thomist 17 (1954).
- "Sanctus Thomas Studiorum Dux", en Aquinas 3 (1960).
- "Las corrientes anticatólicas en el mundo y en el hombre de hoy", en Misiones Extranjeras, 1963.
- "De Scriptura et Traditione", en Pont. Academia Mariana Internationalis, Romae, 1963.
- "Doctrina Sancti Thomae Aquinatis de Bono Communi inmanente", en Doctor Communis 16 (1963).
- "Hope, Theol.", en The New Cath. Encyclopedie, Whashington, VII (1967).
- "Moral, Theol.", en The New Cath. Encyclopedie, Whashington, IX (1967).
- "¿Qué es de Santo Tomás?", en El Cruzado Español 191, marzo de 1966.

#### Boletines:[25]
- "Boletín de Teología Dogmática", en La Ciencia Tomista 20 (1919), 22 (1920), 23 (1921), 26 (1922), 28 (1923), 31 (1925), 35 (1927).
- "Boletín de Metafísica", en La Ciencia Tomista 25 (1922), 27 (1923), 29 (1924), 33 (1926), 36 (1927).
- "Boletín de Ética", en Bulletin Thomiste IV, avril-juin 1935.